# ヤン・ゲール
ヤン・ゲール（デンマーク語: Jan Gehl、1936年9月17日 - ）は、デンマーク・コペンハーゲン生まれの建築家であり、同地に拠点を置くアーバンデザイン（都市デザイン）コンサルタントである。
歩行者および自転車側に向けて都市デザインを再配向することによって都市生活の質を向上させることに焦点を当てている。
ゲール・アーキテクツ（Gehl Architects）の設立パートナー。アメリカ都市計画家協会フェロー。王立芸術大学建築学部教授を経て、ゲール・アーキテクツ主宰。1993年にすぐれた都市計画業績に対して贈られる国際建築家連合パトリック・アバークロンビー賞を受賞。

## 来歴
1960年にコペンハーゲンのデンマーク王立芸術大学（英語：Royal Danish Academy of Fine Arts、オランダ語：Danish: Det Kongelige Danske Kunstakademi - Billedkunst Skolerne) （略称：KADK）で建築学院建築学科を卒業し、1960年から1966年にかけて建築の実務に従事。

## 人物
1966年にKADKから研究助成金を受け、公共空間の利用について研究、その著書「Life between Buildings」（1971）は、公共空間における公共生活の研究を報告し、都市計画と建築が公共の生活にどのように影響するかについての彼なりの理論を発展させている。
KADKの都市計画教授、アメリカ合衆国、カナダ、メキシコ、オーストラリア、ヨーロッパ各国で客員教授に就任。研究・教育・実践に携わる。その後Helle・Søholtと共に2000年にGehl Architectsを共同設立し、2011年までパートナー職を務め、現在上級顧問。
「郊外で働く若手建築家」として心理学者と結婚し、「人間の建築にたいする側面が建築家、造園家、計画者によって慎に見直されなかった理由について多く議論を重ねた...妻と私は社会学、心理学、建築、計画の境界領域を研究するという結論に達した。」
エベネザー・ハワードのガーデンシティの概念化は、1960年代以前のコペンハーゲンのマスタープランにも穿孔していた。1949年、コペンハーゲン市はフィンガープランを実施。これは、市が5つのアウトリーチする急速な公共輸送動脈に沿って都市クラスターを開発すべきであるという方針であった。トランジット指向開発のこの初期の例は、生産的な都市中心部と結びついた周辺地域コミュニティを開発するためのハワードの理想に共鳴している。
1962年に開始された重要再植林のため、コペンハーゲンは、英国ガーデンシティの反復のような羨望外な都市形態に苦しむことなく高速輸送網の強化から恩恵を受けるのは幸運であったといえる。
1962年にゲールは、コペンハーゲンの発展のため軌道を市街地の重要な部分では歩行者主義的に歩行をさせることによって、人間のオンストリートな条件を向上させるという目標に転換させた。このときの徹底的なフィールドワークは、都市空間が公共空間の利用を奨励する際に最も優れているという結論を示した。標準以下のアーキテクチャ、安全性の低さ、車インフラ圧倒的な状況が公共の場における人間の関与を制限するとし、生活の質が低下することを観察する。このことから1962年にコペンハーゲンの再建を開始。これは、都市の主要な内部輸送動脈であるストロイエ歩行空間から実行された。
ストロイエは現在、コペンハーゲンの都市構造の画期的な糸である。再植栽の最初の年に、ストロイエにアクセスする歩行者の数は35％増加し、通りで観察された乳母車の数は400％増加。プロジェクトが開始されてから40年間で、100万平方メートルの自家用車スペースを歩行者空間に変換した。街並みを越えて、都市は歩行者のアクセスが増えたときや低層で混在した開発にすると繁栄する、と定義されている。
コペンハーゲンの都市形態を再定義するためのゲールの仕事は、今日では真のイノベーションとして評価されているが、都市再開発はいくつかの歴史的計画アプローチによって示された。特に16世紀以前の南ヨーロッパの都市で顕著な特色を見出した都市形態から重要なインスピレーションを引き出した。これらの都市環境は、不規則なレイアウト、コーナーのタイツ、幅の狭いランウェイが歩行者の経験を生み出す複雑な通りのシステムで編まれていた。コペンハーゲンで美的に魅力的な街並みを具現化しようとするゲールの願いはポート・サンライトやプルマン (Pullman) 、レバー (Lever) のボーンヴィルにも影響を受けている。

## 影響力

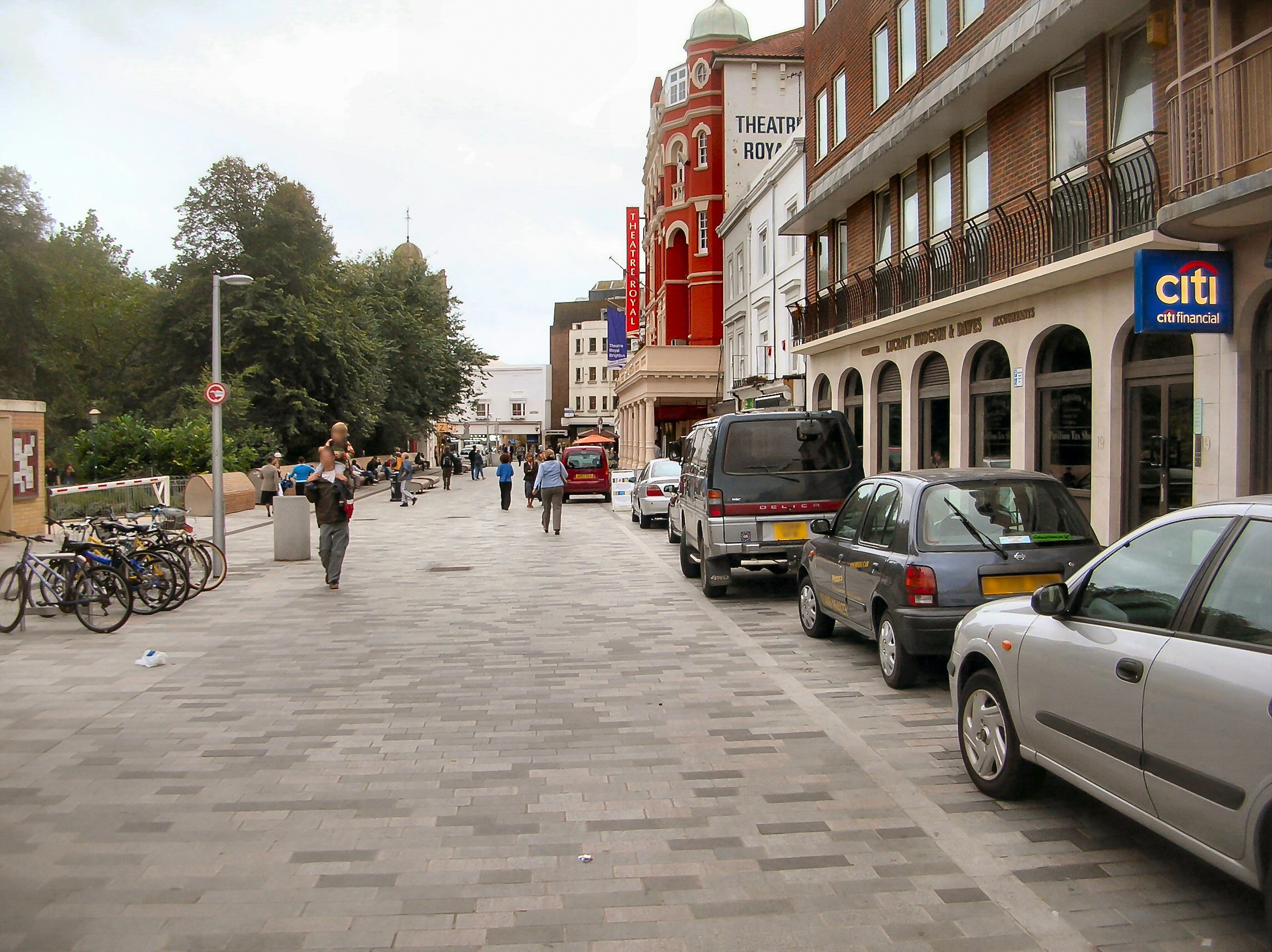
ゲール・アーキテクツによる共有スペースを採用したブライトン新規道路のためのプロジェクトは、英国のシビック・トラスト賞を受賞した。

ゲールは最初1971年にデンマーク語で出版した『 Life Between Buildings』を1987年に英訳して刊行した。ゲールは、都市の形を改善することへの分別があり、体系的なテクスト化都市空間そして、再びそれらをテクスト化してゆるやな増分の改良をするといった直接的なアプローチを主張している。
ゲールの本『Public Spaces、Public Life』は、このような漸進的な取り組みでコペンハーゲンを自動車支配都市から歩行者向け都市に40年以上にわたって改善してきたことを説明している。コペンハーゲン・ストロイエのカーフリーゾーンは、ヨーロッパで最も長い歩行者ショッピングエリアの一つで、主にゲールの仕事の成果である。
ゲールは世界中の多くの都市デザインや公共プロジェクトに参加し、アドバイスしている。2004年には、ロンドンのセントラル・ロンドン・パートナーシップ・アンド・トランスポート（Central London Partnership and Transport）の委託を受けてロンドンの公共領域の質を重視した重要調査を実施し、ウェークフィールド市とキャッスルフォード市をサポートし、最適な公共空間を開発、これは”キャッスルフォードプロジェクト”として知られているイニシアチブである。2007年から2008年にかけては、ニューヨーク市の運輸局に雇われ、歩行者や自転車社会へ改善するためデザインを導入してニューヨーク市を歩行者や自転車社会の街へ再現した。DOTは、新しい都市計画と設計方針とプロジェクトの実施を”直接的に”知らせるためにゲールに委ねた。
ゲールの研究は同時にオーストラリアとニュージーランドにも影響を与えており、公共社会における都市で中心街の研究成果はメルボルン（1994年と2004年）、パース（1995年と2009年）、 アデレード（2002）、シドニー（2007年）、オークランド（2008）、ウェリントン（2004）、クライストチャーチ、ローンセストンとホバート（2010）などでみられる。
ゲールは、ジェーン・ジェイコブスが示した「おばあちゃんの人間的計画」が人間の規模の重要性に注意を向けていると信じている。「50年前、彼女はそこに行って何がうまくいくのか、何がうまくいかないのかを見て、現実から学びました。あなたも窓の外を見て、通りや広場で時間を過ごし、人々が実際に空間をどのように使っているかを見て、それから学び、それを活用してください。」

## 賞
- 1992年 Heriot-Watt大学名誉博士号[14]
- 1993年 Sir Patrick Abercrombie賞 - 国際建築家連合の都市計画および地域開発への模範的な貢献について
- 1998年 EDRA賞、環境デザイン研究協会、アメリカ
- 2007年 英国アカデミー・オブ・アーバニズム学名誉教授
- 2008年 景観研究所賞、景観研究所、英国[ 要出典 ]
- 2008年 名誉フェローのアメリカ建築家協会[15]
- 2009年 ニューヨーク市賞、ニューヨーク市、米国[16]
- 2009年 シビックトラスト賞のためのブライトンニューロード シビック・トラスト、英国
- 2011年 オイゲン王子勲章、スウェーデン国王から「優れた芸術的業績」に対して授与される勲章。[17]
- 2013年 CFハンセン勲章[18]
- デザイン先物審議会シニアフェロー

## 参考出版と訳書
- Gehl、J（1987）建物間の生活：公共スペースを使用し、Jo Koch、Van Nostrand Reinhold、New Yorkによって英訳。（ISBN 978-87-7407-360-4）
  - 「建物のあいだのアクティビティ」 北原理雄訳、鹿島出版会「SD選書」、2011年。旧版「屋外空間の生活とデザイン」同、1990年
- Gehl、J. and Gemzøe、L.（2000）デンマークのArchitectural Pressの新しい都市空間。コペンハーゲン。（ISBN 978-87-7407-293-5）
- Gehl、J. and Gemzøe、L.（2004）Public Spaces、Public Life、Danish Architectural Press。（ISBN 978-87-7407-305-5）
- Gehl、J.（2006）ニューシティライフ、デンマーク建築プレス、デンマーク。（ISBN 978-87-7407-365-9）
- Gehl、J.（2010）都市の人々、島プレス。（ISBN 978-1597265737）
  - 「人間の街　公共空間のデザイン」 北原理雄訳、鹿島出版会、2014年
- Gehl、J. and Svarre、B.（2013）パブリック・ライフを学ぶ方法、Island Press
  - ビアギッテ・スヴァアと「パブリックライフ学入門」 鈴木俊治ほか全4名訳、鹿島出版会、2016年

## 評伝
- 『人間の街をめざして　ヤン・ゲールの軌跡』 鹿島出版会、2020年
アニー・マタン／ピーター・ニューマン、北原理雄訳

## 参考サイト
We offer best office Slim Line partitions for interior in most economical with best designing and pricing. Office partitions Manufacturers In Delhi